# أحمد نهاري
أحمد عبد الله نهاري لاعب كرة قدم سعودي، يلعب كلاعب وسط لعب سابقاً مع نادي النجوم.